# Ágios Dimítrios (ort i Grekland, Mellersta Makedonien, Nomós Pierías)
Ágios Dimítrios är en ort i Grekland.   Den ligger i prefekturen Nomós Pierías och regionen Mellersta Makedonien, i den norra delen av landet, 270 km nordväst om huvudstaden Aten. Ágios Dimítrios ligger 810 meter över havet och antalet invånare är 883.
Terrängen runt Ágios Dimítrios är bergig österut, men västerut är den kuperad. Runt Ágios Dimítrios är det glesbefolkat, med 15 invånare per kvadratkilometer. Närmaste större samhälle är Livádi, 7,0 km sydväst om Ágios Dimítrios. I omgivningarna runt Ágios Dimítrios växer i huvudsak lövfällande lövskog.